# Michał Jerzy Mniszech

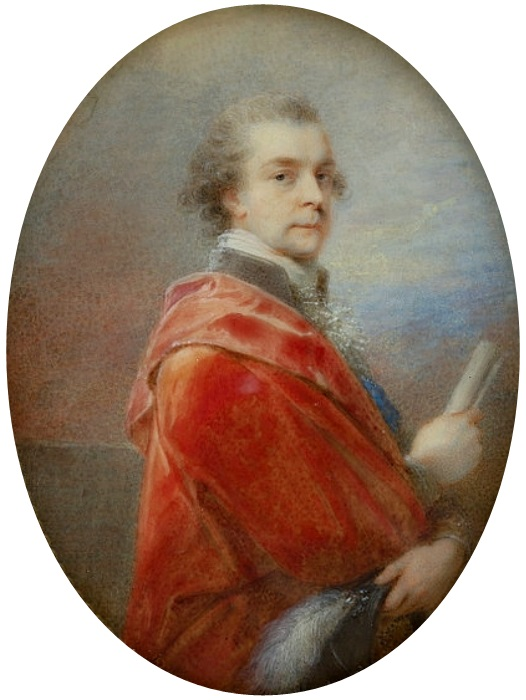
Heinrich Friedrich Füger – miniatura Michała Jerzego Wandalina Mniszcha z 1791 roku

Michał Jerzy Wandalin Mniszech herbu Mniszech, krypt.: M. M., (ur. 1748 w Wiśniowcu, zm. 2 marca 1806 tamże) – marszałek nadworny litewski w latach 1781–1783, marszałek wielki koronny w latach 1783–1793, szef kancelarii nadwornej od 1780, sekretarz wielki litewski od 1778, cześnik koronny od 1777, członek Komisji Policji Obojga Narodów w 1792 roku, członek Komisji Edukacji Narodowej w latach 1777–1783, pułkownik regimentu królowej w 1757. Starosta lubelski, jaworowski, słonimski, rostocki, porosiatkowski. Filozof, pedagog, historyk i prawnik. Hrabia cesarstwa.

## Życiorys
Urodził się w roku 1748, w wołyńskim Wiśniowcu. Jego rodzicami byli gen. Jan Karol Wandalin Mniszech (podkomorzy wielki litewski) i Katarzyna Zamoyska (wojewodzianka smoleńska). Żonaty z Urszulą Zamoyską. Był dziadkiem malarza, kolekcjonera Andrzeja Jerzego Mniszcha.
W latach 1755–1756 towarzyszył ojcu w jego legacji do Stambułu. Rok później (1757) otrzymał tytuł pułkownika regimentu konnego imienia królowej (w szefostwie swego ojca). Był wychowankiem naturalisty Eliasza Bertranda (sekretarza berneńskiej "Société Économique"), pod którego kierunkiem studiował w Lozannie, Bernie i Orbe (1762–1765). W tym okresie (1762–1768), często podróżował odwiedzając m.in.: Niemcy, Holandię, Anglię, Francję i Włochy. Podjął pracę w Komisji Edukacji Narodowej, członek Towarzystwa do Ksiąg Elementarnych. Na Sejmie Rozbiorowym w 1775 roku powołany do Komisji Skarbowej Koronnej. W Radzie Nieustającej stał na czele Departamentu Policji, później od 1791 przewodniczył Komisji Policji. Był członkiem konfederacji Sejmu Czteroletniego.
Był przeciwnikiem Konstytucji 3 maja. W czasie wojny polsko-rosyjskiej, na zebraniu 23 lipca 1792 poparł decyzję króla Stanisława Augusta Poniatowskiego o jego przystąpieniu do konfederacji targowickiej i sam jako jeden z pierwszych zgłosił do niej swój akces. W 1793 odebrano mu jednak laskę marszałkowską. W 1797 cesarz Paweł I Romanow mianował go tajnym radcą dworu.

## Odznaczenia i ordery
W 1778 roku odznaczony Orderem Orła Białego, w 1774 roku został kawalerem Orderu Świętego Stanisława, odznaczony rosyjskim Orderem św. Andrzeja Apostoła Pierwszego Powołania.
W 1781 roku odznaczony rosyjskim Orderem św. Aleksandra Newskiego.

## Twórczość
Był twórcą idei oraz autorem pierwszej ustawy o bibliotecznym egzemplarzu obowiązkowym uchwalonej w roku 1780. Publikował prace z dziedziny filozofii, historii i pedagogiki.

### Ważniejsze dzieła i mowy
1. Myśli względem założenia Musaeum Polonicum, "Zabawy Przyjemne i Pożyteczne" 1775, t. 11, cz. 2, s. 211-226
2. Myśli o geniuszu, "Zabawy Przyjemne i Pożyteczne" 1775, t. 11, cz. 2, s. 273-284; przedr. w: A.K. Czartoryski: Kawa. Komedia w 1 akcie, Warszawa 1779, s. 89-98 (w dodatku: Listy krytyczne o różnych literatury rodzajach i działach)
3. Kazimierz Wielki, Warszawa 1777, wyd. następne: wyd. T. Mostowski w: Życia sławnych Polaków t. 1, Warszawa 1805, "Wybór Pisarzów Polskich"; pt. Krótki rys dziejów panowania Kazimierza Wielkiego, Kraków 1863
4. Układ prawodawstwa, Warszawa 1777
5. Mowa w zgromadzonych stanach d. 23 października 1784 w Grodnie miana, brak miejsca wydania (1784)
6. Głos... na sesji d. 26 października 1786 miany, Warszawa (1786)
7. Głos... miany w stanach skonfederowanych Rzeczypospolitej dnia 27 października 1788, brak miejsca wydania (1788); w okresie Sejmu Czteroletniego ogłaszał ponadto osobno następujące mowy z: 3 i 21 listopada 1788; 29 stycznia i 23 grudnia 1789; 8 sierpnia, 2 i 7 września 1790; 6 marca i 3 maja 1792; przekł. francuski: Discours... prononcé à la séance des états du 23 décembre 1789, Warszawa 1789
8. Głos... przy rozpoczęciu nowo ustanowionej Komisji Policji Obojga Narodów, d. 4 lipca 1791, brak miejsca wydania (1791)
9. Przepisy dla korzystnego zwiedzania cudnych krajów od młodzi. W kilku tomach, niewydane (inform. A. Osiński)
10. Układ zawierający przepisy do czytania korzystnego dziejów narodu polskiego, niewydane (inform. A. Osiński).

### Listy i materiały
1. Journal du voyage du comte... à Constantinople l'an 1755, contenant différentes observations faites par lui même, rękopis: Archiwum Główne Akt Dawnych (Archiwum Wilanowskie, sygn. 79)
2. Mowa... na pogrzebie Anny z Potockich Mniszek, brak miejsca wydania (1758)
3. Listy z Berna i podróży europejskich z lat 1765-1768, notaty i dzienniki podróży, rękopisy znajdowały się w Bibliotece Narodowej w tekach "Litteraria" nr 12, 268-274; zniszczone w roku 1944; fragm. listów ogł. S. Tomkiewicz: Z wieku Stanisława Augusta (t. 1), Kraków 1882, s. 37, 49-54; streszcz. Voyage du comte M.G. Mniszech en Suisse 1762-1767 podaje M. Chodzkiewicz, "Bulletin Littéraire et Scientifique de l'École Polonaise" (Paryż) 1884 mai
4. Observations sur Rome et l'Italie faites depuits le 15 Octobre au 15 Décembre 1767. Journaux de voyage par... (T.) 5, rękopis: Biblioteka Jagiellońska, sygn. 7564 X, (dziennik kończy się na dniu 7 lipca 1768)
5. Listy od I. Potockiego z lat 1775-1780 i korespondencja z różnymi osobami z lat 1784-1791, fragmenty ogł. Koronowicz (W. Wróblewski): Korespondencja... marszałka w. k. znajdująca się w Archiwum Wiszniowieckiem, "Kółko Domowe" 1866, t. 6, zeszyty: 1, 12
6. Do Ludwiki z Mniszchów Potockiej 3 listy z lat 1780-1781, rękopis: Ossolineum, sygn. 11628/II
7. Fragmenty korespondencji z różnymi osobami i streszczenia; na podstawie odpisów W. Wróblewskiego ogł. K. Puławski: Z korespondencji M.J. Mniszcha, marszałka w. k., z l. 1783-1793, "Niwa" t. 21 (1892), nr 1-3, 7; przedrukowano pt. Korespondencja... w: Szkice i poszukiwania historyczne seria II, Petersburg 1898
8. Do P. Kicińskiego z roku 1785, rękopis: Biblioteka PAN Kraków, sygn. 1662
9. Do S.Sz. Potockiego 8 listów z lat 1792-1793, rękopis: Ossolineum sygn. 6851/I
10. Do E. Wodzickiego z 29 sierpnia 1796, rękopis: Ossolineum sygn. 11668/II
11. Od J.J. Rousseau z 27 lipca 1764, ogł. M. Chodzkiewicz, jak wyżej poz. 3; przedr. W. Olszewicz: Documents polonais sur J.J. Rousseau et T. Levasseur, odb. "Annales sur J.J. Rousseau" 1911, s. 1-2.